# William Younghusband
Pour les articles homonymes, voir Younghusband.
William Younghusband, né en 1819 à Whitehaven (Cumberland) et mort le 5 mai 1863 à Rome, est un homme d'affaires et politique britannique, actif en Australie-Méridionale.

## Biographie
Il fonde avec George Young, en 1845, une entreprise de courtage de laine et d'expédition nommée William Younghusband, jun. & Co., dont les bureaux sont établis Gilbert Street à Adélaïde. La société est dissoute en 1867.
Après avoir représenté Stanley au Conseil législatif d'Australie-Méridionale de 1851 à 1856, il est élu au nouveau Conseil législatif et est secrétaire en chef du gouvernement Hanson de septembre 1857 à mai 1860. Il s'agit de la première administration stable formée à la suite de la disparition des anciens fonctionnaires de la vie publique. Younghusband à la charge d'organiser les divers départements gouvernementaux du nouveau régime.
Administrateur de la Bank of Australasia (en), il se retire du Conseil législatif en février 1861. Il meurt à Rome le 5 mai 1863.

## Hommage
La péninsule de Younghusband a été nommée en son honneur ainsi que le village de Younghusband, sur le fleuve Murray,,.